# Борис Ельцин: от рассвета до заката
«Борис Ельцин: от рассвета до заката» — книга воспоминаний Александра Коржакова, бывшего начальника службы безопасности президента Ельцина.

## История написания
Книга, содержащая описания скандальных эпизодов с участием Бориса Ельцина, вышла в 1997 году и стала бестселлером, вызвав большой резонанс. Позднее была переведена на несколько иностранных языков, в том числе болгарский (болг. Борис Елцин: От изгрева до залеза; 1997, перевела Росица Бырдарска), польский (пол. Borys Jelcyn: Od świtu do zmierzchu; 1998, перевела Белла Шварцман-Чарнота), китайский (кит. 我所知道的叶利钦: 俄罗斯总统安全局前局长回忆录; 1999) и чешский (чеш. Boris Jelcin: od úsvitu do soumraku; 2000, перевела Ива Черна).
20 июня 1996 года Коржаков был уволен Президентом РФ Б. Н. Ельциным со всех постов, в результате скандала, возникшего в ходе дела о «коробке из-под ксерокса» в ходе предвыборной кампании Ельцина на второй срок, что и послужило поводом для написания книги.
В 2004 году вышла новая книга Коржакова «Борис Ельцин: от рассвета до заката. Послесловие».